# Уолш, Уильям Джозеф
Уильям Джозеф Уолш (англ. William Joseph Walsh), известен как Джо Уолш (англ. Joe Walsh; род. 27 декабря 1961 года, Норт-Баррингтон, Иллинойс) — американский политик, член Республиканской партии, член Палаты представителей США (2011—2013).

## Биография
Один из восьми детей в католической семье ирландского происхождения, родился в пригороде Чикаго Норт-Баррингтоне, учился в Гриннеллском колледже. В 1985 году получил в Айовском университете степень бакалавра искусств по английскому языку и несколько лет потратил на актёрскую карьеру в Нью-Йорке и Лос-Анджелесе, а затем получил степень магистра в Чикагском университете. Сменив несколько профессий — социального работника, преподавателя, сборщика пожертвований, финансового консультанта, в 1996 году занялся политикой. Заявив себя либеральным республиканцем, выступающим в поддержку абортов и за усиления контроля за оружием, Уолш вступил в борьбу за кресло конгрессмена от 9 избирательного округа Иллинойса, но проиграл её с безнадёжным отставанием давнему обладателю должности — 87-летнему демократу Сидни Йейтсу. В 1998 году Уолш попытался «отбить» место в законодательном собрании Иллинойса у другого демократа — Джеффри Шёнберга и вновь не добился успеха (по итогам голосования тот опередил его на 25 %).
В 2010 году неожиданно, почти не имея партийной поддержки и «самочинно» заявив себя кандидатом движения чаепития, победил на выборах в Палату представителей США в 8-м округе штата Иллинойс демократку Мелиссу Бин, которая в течение трёх сроков сохраняла за собой этот мандат (преимущество составило всего 292 бюллетеня).
Проиграл перевыборы и лишился мандата конгрессмена, но в марте 2013 года начал карьеру радиоведущего с программой «The Joe Walsh Show» на чикагской радиостанции WIND. В национальном масштабе программа транслировалась сетью Salem Radio Network, а с мая 2018 года Уолш работал на телеканале Newsmax TV.
14 августа 2019 года Уолш опубликовал статью в газете «The New York Times», в которой обосновывал необходимость дать отпор Трампу на стадии предварительных выборов, и по сведениям прессы начал собирать команду противников президента среди республиканцев, обратившись в числе первых к консервативному юристу Джорджу Конуэю, который при этом является мужем Келлиэнн Конуэй — действующего советника президента.
25 августа 2019 года в программе Джорджа Стефанопулоса «Эта неделя» на канале ABC объявил о вступлении в борьбу за выдвижение от Республиканской партии на президентских выборах 2020 года. На тот момент рейтинг действующего президента Дональда Трампа среди республиканцев достигал 88 %, но Уолш объяснил эту цифру отсутствием альтернативы и назвал Трампа не соответствующим занимаемой должности, поскольку тот «лжёт каждый раз, когда открывает рот».
Уолш известен своими скандальными высказываниями: в 2011 году он заявил в интервью, что Барак Обама победил на выборах только потому, что он «чёрный, способный к членораздельной речи», а в 2016 году обвинил Обаму в ненависти к Израилю и утверждал, что демократический президент исповедует ислам; в том же 2016 году Уолша отключили от эфира за использование расистских оскорблений при обсуждении игры Вашингтон Редскинз. Кроме того, Уолш заявил, что в случае победы Хиллари Клинтон на выборах 2016 года он «взялся бы за свой мушкет», и что он голосовал за Трампа только потому, что тот — не Клинтон. Сделав заявку на вступление в республиканские праймериз, он сказал: «…думаю, я помог создать Трампа. И я чувствую ответственность за это». Отвечая на вопрос, верил ли он на самом деле, что президент Обама — мусульманин и предатель, заметил: «Боже, нет. И я извинился за это».
7 февраля 2020 года объявил о выходе из республиканских праймериз и готовности проголосовать на президентских выборах против Дональда Трампа, даже если его соперником будет социалист.